# Hedy Burress
Heather Elizabeth Burress (Edwardsville, 3 de outubro de 1973) é uma atriz americana.

## Início da vida
Heather Elizabeth Burress nasceu em Edwardsville em Illinois  . Ela estudou no Millikin University em Decatur em Illinois , antes de se mudar para Los Angeles na Califórnia em 1995.

## Carreira
Burress já atuou em muitos programas de televisão desde 1996. Ela também co-estrelou no curta da NBC seriado Boston Common.
Burress é conhecida por dublar personagens de video games como Final Fantasy X, Final Fantasy X-2, Kingdom Hearts II e Dissidia 012 Final Fantasy. Burress fez teste para o papel de Dorothy Wheeler para o filme Velentine mas o papel foi para Jessica Capshaw . No elenco original do filme, Tara Reid fez o teste para o papel, no entanto, o diretor Jamie Blanks ainda queria Burress para estrelar o filme. Durante uma reunião eles a olharam nos olhos e disseram "Ruthie", resultando em Burress ter o papel de Ruthie Walker.
Burress também é uma atriz de teatro, realizando e aparecendo em muitas peças e musicais.
Hedy Burress foi um membro do elenco recorrente no final da temporada do aclamado drama médico ER.

## Vida pessoal
Burress se casou com Gary Fullerton em 2000 e em julho de 2004 ele e Burress tinham se separado, pouco tempo depois Fullerton morreu em um acidente de Jet Ski.
Filmografia 
| Ano  | Nome                                 | Personagens     |
| ---- | ------------------------------------ | --------------- |
| 1996 | Foxfire                              | Maddy Wirtz     |
| 1996 | If These Walls Could Talk            | Linda Barrows   |
| 1997 | Any Mother's Son                     | Kathy           |
| 1998 | Getting Personal                     | Melissa Parks   |
| 1998 | Los anos barbaros                    | Kathy           |
| 1999 | Swing Vote                           |                 |
| 2000 | Cabin by the Lake                    | Mallory         |
| 2000 | Tick Tock                            | Anne Avery      |
| 2001 | Valentine                            | Ruthie Walker   |
| 2001 | Looking for Bobby D                  | Belinda         |
| 2002 | Bug                                  | Roy             |
| 2003 | Program                              | Chris (Voz)     |
| 2003 | The Animatrix                        | Cis/Yoko (Voz)  |
| 2004 | Silver Lake                          | Julie Patterson |
| 2004 | Open House                           | Gloria Hibbs    |
| 2004 | The Chronicles of Riddick: Dark Fury | Lab Tech (Voz)  |
| 2005 | The Reality Trap                     | Cindy           |
| 2006 | Round it Goes                        | Women #2        |
| 2008 | Jane Doe: Eye of the Beholder        | Joanne Nagle    |
| 2009 | Everything Happens in Black in White | Women           |
| 2009 | He's Just Not That Into You          | Laura Murphy    |
| 2010 | Elevator Girl                        | Tessa           |
| 2010 | What Happens in Encino               | Wendy           |

## TV
| Ano       | Nome                                          | Personagens                          |
| --------- | --------------------------------------------- | ------------------------------------ |
| 1996      | Seduced by Madness: The Diane Borchardt Story | Brooke Borchardt (2 Episódios)       |
| 1996–1997 | Boston Common                                 | Wyleen Pritchett (32 Episódios)      |
| 1998      | The Closer                                    | Alex McLaren (10 Episódios)          |
| 1998      | Working                                       | Dawn (1 Episódio)                    |
| 1998      | Profiler                                      | Virginia 'Ginny' Tibbet (1 Episódio) |
| 2000      | Chicken Soup for the Soul                     | Katie (1 Episódio)                   |
| 2001      | Gideon's Crossing                             | Money Raspberry Dupree (6 Episódios) |
| 2002      | First Monday                                  | Ellie Pearson (13 Episódios)         |
| 2004      | Cold Case                                     | Janet Lambert (1 Episódio)           |
| 2004      | House MD                                      | Jill (1 Episódio)                    |
| 2007      | Unfabulous                                    | Cruise Director Tammy (1 Episódio)   |
| 2008      | Eli Stone                                     | Felicia Swain (1 Episódio)           |
| 2008      | Saving Grace                                  | (1 Episódio)                         |
| 2009      | ER                                            | Joanie Moore (4 Episódios)           |
| 2010      | CSI: Crime Scene Investigation                | Julianne Torse (1 Episódio)          |
| 2010      | The Closer                                    | Melanie Ryder (1 Episódio)           |
| 2010      | Lie to Me                                     | Steph Salinger (1 Episódio)          |
| 2009–2011 | Southland                                     | Laurie Cooper (5 Episódios)          |
| 2011      | Detroit 1-8-7                                 | Shayna Wilkins (1 Episódio)          |
| 2012      | Criminal Minds                                | Samantha Allen (1 Episódio)          |
| 2012      | Common Law                                    | Suzanne (1 Episódio)                 |

## Dublagens em Video Games
| Nome | Nome                                        | Personagens                        |
| ---- | ------------------------------------------- | ---------------------------------- |
| 2001 | Final Fantasy X                             | Yuna                               |
| 2003 | Final Fantasy X-2                           | Yuna                               |
| 2005 | Kingdom Hearts II                           | Yuna                               |
| 2006 | Project Sylpheed                            | Sonia Redbird                      |
| 2008 | Final Fantasy Tactics: The War of the Lions | Agrias Oaks                        |
| 2008 | Valkyria Chronicles                         | Brigitte "Rosie" Stark             |
| 2009 | Terminator Salvation                        | Resistance Soldier                 |
| 2010 | Valkyria Chronicles 2                       | Chloe Bixen/Brigitte "Rosie" Stark |
| 2011 | Dissidia 012 Final Fantasy                  | Yuna                               |
| 2012 | Final Fantasy XIII-2                        | Diversos                           |
| 2012 | Star Wars: Knights of the Old Republic      | Diversos                           |

### Ligações Externas
- Hedy Burress (em inglês) no Allmovie